# Adil Lotfi
Pour les articles homonymes, voir Loutfi.
Adil Loutfi est un footballeur marocain né le 9 janvier 1979.
Il évolue au poste de milieu offensif.

## Carrière
- ... - 2005 :  Kawkab de Marrakech
- 2005 - 2009 :  FAR de Rabat
- 2008 :  Moghreb de Tétouan (Prêt de 6 mois)
- 2009 :  Wydad de Fès (Prêt de 6 mois)
- 2009 - 2010 :  Al Ourouba[1]

## Palmarès
- Vainqueur de la Coupe de la CAF en 2005 avec les FAR de Rabat
- Finaliste de la Coupe de la CAF en 2006 avec les FAR de Rabat
- Champion du Maroc en 2008 avec les FAR de Rabat
- Vainqueur de la Coupe du Trône en 2007 avec les FAR de Rabat